# Belmoro
Belmoro è un romanzo fantascientifico e distopico  di Corrado Alvaro. Pubblicato postumo nel 1957, un anno dopo la scomparsa dell'autore.

## Trama
Belmoro è stato ritenuto «il romanzo più originale di Alvaro, per argomento e per struttura narrativa».
Un romanzo distopico ambientato nel nuovo mondo nato dalla catastrofe atomica e dagli orrori della terza guerra mondiale. Un mondo retto da un ordine tecnocratico in grado di plasmare le idee e i sentimenti degli uomini. Il suo nome è Opera Mundi. E la sua capitale mondiale è Energheiton:  una realtà disumanizzata nella quale la vita è scandita dai diktat della tecnocrazia.
In Opera mundi anche le pulsioni dell’anima sono osteggiate. Tutto è governato dalle leggi della tecnocrazia e del mercato.  Anche la riproduzione è amministrata da politiche eugenetiche. I più ricchi si affidano alla fecondazione artificiale. Le debolezze umane, l’infelicità e la miseria appartengono esclusivamente a coloro che, fuori da questo sistema, vivono ai margini della società, disprezzati e perseguitati. Solo Magnitudo (probabilmente Roma, una città in bilico tra un glorioso passato e un’incalzante e sempre più feroce modernità) e la regione di Lipona (Lisbona o secondo altri Napoli visto l’anagramma sotteso alla parola) provano a resistere ai diktat dell’Ordine Mondiale, perpetuando passioni, virtù e vizi del passato.
Belmoro  (questo il nome che gli viene dato dalla famiglia contadina che per prima lo accoglie sulla Terra) è una creatura extraterrestre, scaraventata tra gli uomini da un altro mondo. Un diciottenne senza sentimenti, senza storia, senza memoria: ricorda solo di provenire dal cielo. Quanto basta per scatenare l’incredulità fra i detentori del sapere e della tecnica, l’ottusità della gente, lo sberleffo dei vertici della polizia di Magnitudo. Ma anche i loro sospetti. Per i tutori dell’ordine, gli uomini dispongono naturalmente di una memoria. E rimuoverla dal loro vissuto è compito del potere. A ribadirlo a Belmoro è un tecnocrate di Energheiton:
«Noi non abbiamo storia. Non abbiamo passato. Noi abbiamo soltanto un avvenire. Noi insegniamo la storia del futuro. E del passato noi non abbiamo che un repertorio di parole e di nomi. Noi sappiamo soltanto quello che faremo domani. Tutti aspettiamo domani. E questo è il compito nostro» (p. 319).
A Belmoro sono ignoti non solo i concetti di bene e di male, di colpa e di peccato, ma anche la speranza e la paura. Inizierà a sperimentare la paura solo quando incontrerà per la prima volta un altro essere umano, una donna. Il suo nome è Irmene.
Per un insondabile paradosso, sarà proprio l’extraterrestre Belmoro a incarnare, nel corso della storia, la forza e i valori dell’umanità, sfidando con coraggio un mondo dominato dal mercato e nel quale anche la natura è oramai divenuta asettica, mondata, artificiale:
«Era gente calma, ben vestita, ingegnosa, che aveva trasformato tutto in industria, ma senza perciò perdere il senso della vita e della natura. I grandi boschi, i grandi laghi, i prati verdissimi, sembravano, ora me ne accorgevo, anch’essi artificiali; non c’era mai l’idea che essi potessero deperire, sporcarsi, con tutto il loro popolo di animali e di piante. Tutto era fresco, nuovo, intatto, come al settimo giorno della creazione» (pp. 102-103).
Una vita irenica e artificiale, regolata da una beata atarassia e nella quale «si potrà avere un cuore di cellophane, le donne saranno fecondate artificialmente, nasceranno gli omoteri senz'anima, cioè ibridi di uomini e animali. Sarà estirpato ogni sentimento».
Per sfuggire all'omologazione dell'umanità programmata da Jupiter, la centrale atomica che regola e alimenta l'ordine globale, Belmoro si troverà, così, costretto a rifugiarsi, «fuori dal mondo», in una città popolata da dissidenti, poveri ed emigrati, «i quali costituiscono l'ultimo residuo di vera umanità». Tra questi uomini anche Belmoro si farà uomo.  

### Edizioni
- Corrado Alvaro, Belmoro, a cura di A. Frateili, Milano, Bompiani, 1957.